# Les Biches suédoises
Pour plus de détails, voir Fiche technique et Distribution.
Les Biches suédoises (L'isola delle svedesi) est un Thriller érotique réalisée par Silvio Amadio et sortie en 1969.

## Synopsis
Manuela, après une dispute avec son compagnon Maurizio, se réfugie sur une île méditerranéenne, où elle rejoint son amie Eleonora, partie vivre dans un isolement relatif. Au fil du temps, une intense passion lesbienne se développe entre les deux amies, mais elle est mise à mal par l'arrivée de Maurizio, qui n'accepte pas d'avoir été abandonné par Manuela et veut la convaincre de revenir avec lui. L'insistance de Maurizio conduit Eleonora, jalouse de l'homme, à le tuer, avant d'être assassinée à son tour par son amie.

## Fiche technique
- Titre original italien : L'isola delle svedesi[1]
- Titre français : Les Biches suédoises ou Nuits très chaudes aux Caraïbes[2]
- Réalisation : Silvio Amadio
- Scenario : Silvio Amadio, Roberto Natale, Luigi Mordini
- Photographie :	Aristide Massaccesi
- Montage :	Gino Caccianti
- Musique : Roberto Pregadio
- Décors : Antonio Visone (it)
- Maquillage : Gino Giometti
- Production : Gino Mordini
- Société de production : Claudia Cinematografica
- Pays de production :  Italie
- Langue originale : Italien
- Format : Couleurs par Eastmancolor - Son mono - 35 mm
- Durée : 95 minutes
- Genre : Thriller érotique
- Dates de sortie :
  - Italie : 21 août 1969
  - France : 29 avril 1970[2]

## Distribution
- Catherine Diamant : Eleonora
- Ewa Green : Manuela
- Nino Segurini : Maurizio
- Wolfgang Hillinger : Franco

## Accueil critique
« Parmi les premiers films à thème lesbien du cinéma de genre italien. Assez osé pour l'époque, et donc forcément censuré pour son passage à la télévision. »

— Filmtv.it.